# Senna alexandrina
Senna alexandrina Mill., 1768 è una pianta facente parte della famiglia delle Leguminose o Fabacee.

## Descrizione
Sono piante cespugliose, con fusti legnosi, di 1–2 m di altezza.
Le foglie sono composte, alterne, paripennate con 5-9 coppie di foglioline ovato-oblunghe.
I fiori sono gialli, talora con striature rosse.
Il frutto è un legume.

## Distribuzione e habitat
L'areale di questa specie si estende dal nord dell'Africa (Sahara e Sahel) attraverso la penisola arabica sino al subcontinente indiano.

## Avversità
Può essere soggetta ad alcuni tipi di funghi (cercospora e cladosporium) e a diversi parassiti (larve minatrici, cocciniglie e afidi).

## Proprietà mediche
Le foglie e, in misura minore, la polpa dei follicoli, possiedono proprietà lassative già note da secoli. L'azione purgativa è determinata dagli antrachinoni, una classe di glicosidi che posseggono un tropismo elettivo verso l'intestino crasso, sul quale provocano un'attivazione della peristalsi capace di accelerare l'avanzamento del contenuto intestinale con un conseguente effetto lassativo e purgativo. I suoi principi attivi sarebbero, per la maggior parte, assorbiti a livello dell'intestino tenue agendo con un'azione peristaltogena sul colon dopo esservi giunti per via sanguigna e linfatica.